# Rivière Pierriche
Rivière Pierriche är ett vattendrag i Kanada.   Det ligger i provinsen Québec, i den sydöstra delen av landet, 300 km nordost om huvudstaden Ottawa.
I omgivningarna runt Rivière Pierriche växer i huvudsak blandskog. Trakten runt Rivière Pierriche är nära nog obefolkad, med mindre än två invånare per kvadratkilometer.